# Моаи
Моа́и (с гав. — «статуя, истукан») — каменные монолитные статуи на острове Пасхи в Тихом океане. В настоящее время на острове насчитывается 887 статуй моаи.
Считается, что статуи были изготовлены аборигенами острова (рапануйцами) между 1250 и 1500 годами, однако нет единого мнения по вопросу их перемещения по острову. 
Впервые их описал Джеймс Кук.

## Материал и каменоломни

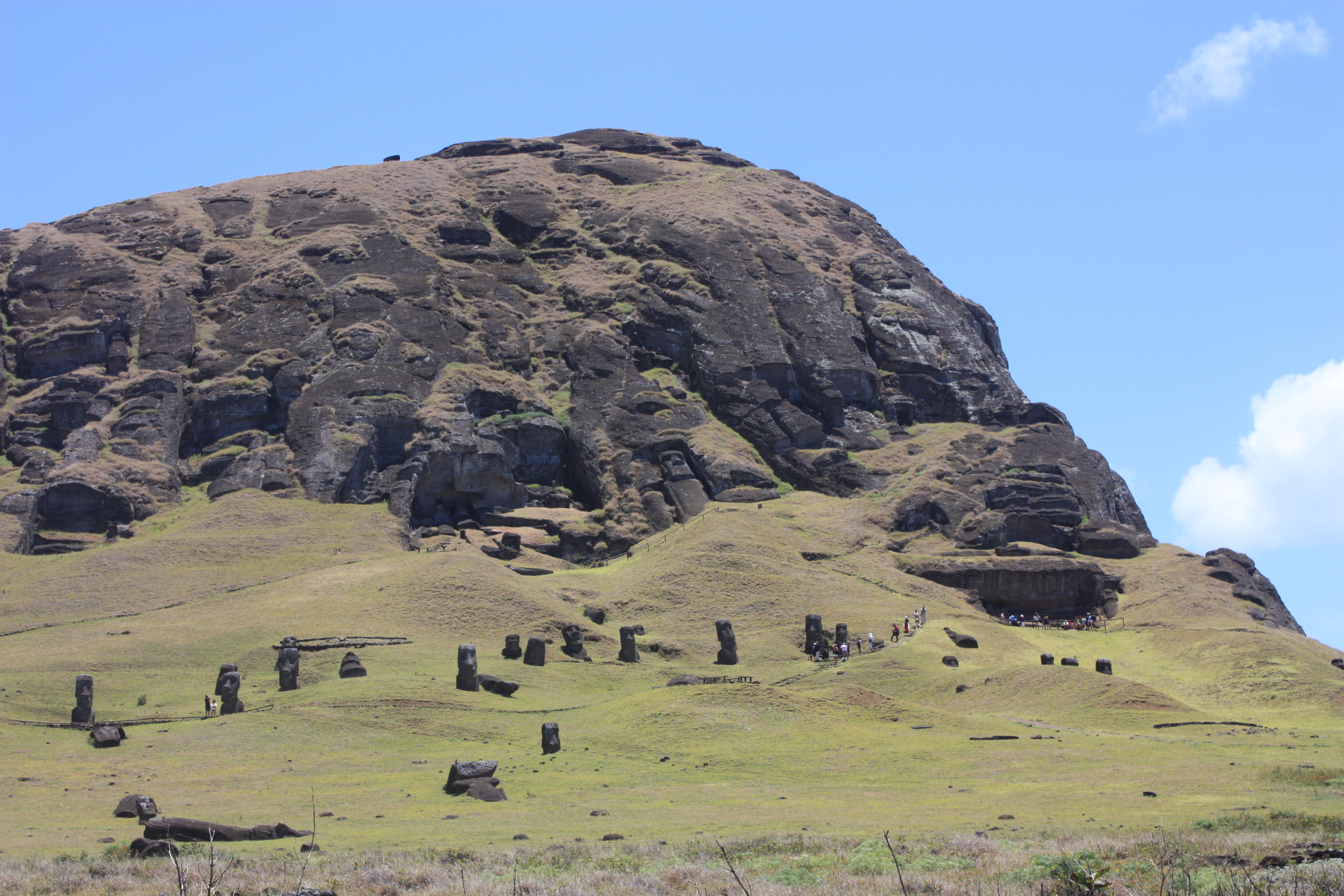
Каменоломня и статуи на склоне Рано Рараку

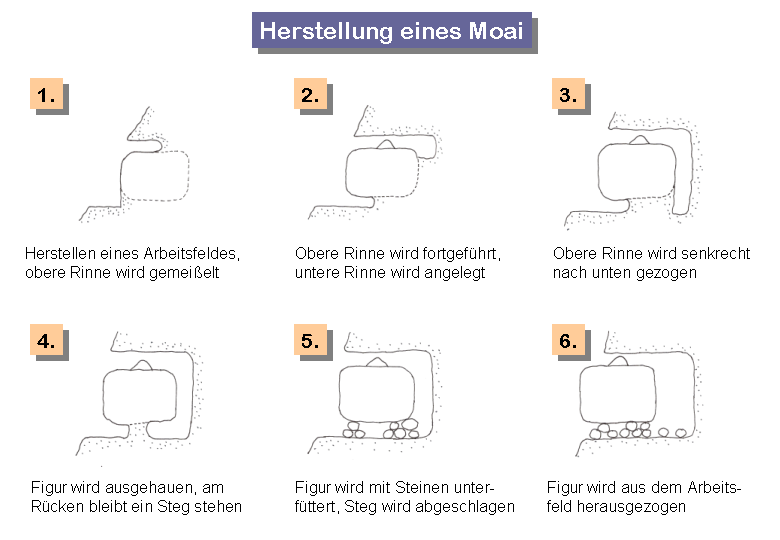
Этапы вырубки моаи

Большинство моаи (834, или 95 %) вырублено в крупноблочном тахилитовом туфе, или в туффите, и туфе андезитовых базальтов каменоломни вулкана Рано Рараку (Rano Raraku). Не исключено, что часть статуй происходит и из месторождений других вулканов, в которых имеется аналогичный камень и они ближе к местам установки. Такого материала нет на полуострове Поике, поэтому немногие мелкие статуи, находящиеся там, изготовлены из местных пород. Несколько небольших статуй выполнены из другого камня: 22 — из трахита; 17 — из красной базальтовой пемзы вулкана Охио в бухте Анакена и из других месторождений; 13 — из базальта; 1 — из муджиерита вулкана Рано Као. Последняя — это особо почитаемая статуя высотой 2,42 м из культового места Оронго, известная как Хоа Хакананаиа (Hoa Hakananai’a). С 1868 года она находится в Британском музее. Круглые цилиндры пукао (обозначают пучок волос) на головах статуй изготовлены из базальтовой пемзы вулкана Пуна Пао, но, возможно, и из такого же материала более близких месторождений.

## Размер и вес
В очень многих публикациях вес моаи сильно завышен; это связано с тем, что для расчётов берётся собственно базальт (объёмная масса — около 3—3,2 г/см³), а не те лёгкие базальтовые породы, что указаны выше (меньше 1,4 г/см³, редко 1,7 г/см³). Маленькие трахитовые, базальтовые и муджиеритовая статуи действительно изготовлены из твёрдого и тяжёлого материала.
Обычный размер моаи — 3—5 м. Средняя ширина основания — 1,6 м. Средний вес таких статуй — менее 5 т (хотя указывается масса в 12,5—13,8 т). Реже высота статуй — 10—12 м. Не более 30—40 статуй имеют вес более 10 т.
Самая высокая из заново установленных — моаи Паро (Paro) на аху Те-Пито-Те-Кура (Ahu Te Pito Te Kura) высотой 9,8 м, а самая тяжёлая из этой же категории — моаи на аху Тонгарики. Вес их, как принято, сильно завышают (82 и 86 т, соответственно). Все подобные статуи, тем не менее, сейчас спокойно устанавливает 15-тонный кран.
Самые высокие статуи находятся на внешнем склоне вулкана Рано Рараку. Из них самая большая — Пиропиро — 11,4 м.
Крупнейшая статуя — «Эль-Гиганте» (исп. El Gigante) размером 20,9 м (по Т. Хейердалу; в литературе также — не менее 20 м, 21,6 м, 21,8 м, 22 м (по Ф. Мазьеру), 69 футов). Называют примерный вес — 50 т (по Ф. Мазьеру), 145—165 т и даже 270 т. Она находится в каменоломне и не отделена от основания.
Вес каменных цилиндров — не более 500—800 кг, реже — 1,5—2 т. Хотя, например, цилиндр высотой 2,4 м моаи Паро, завышая, определяют весом в 11,5 т.

## Расположение

Карта Острова Пасхи и местоположение моаи

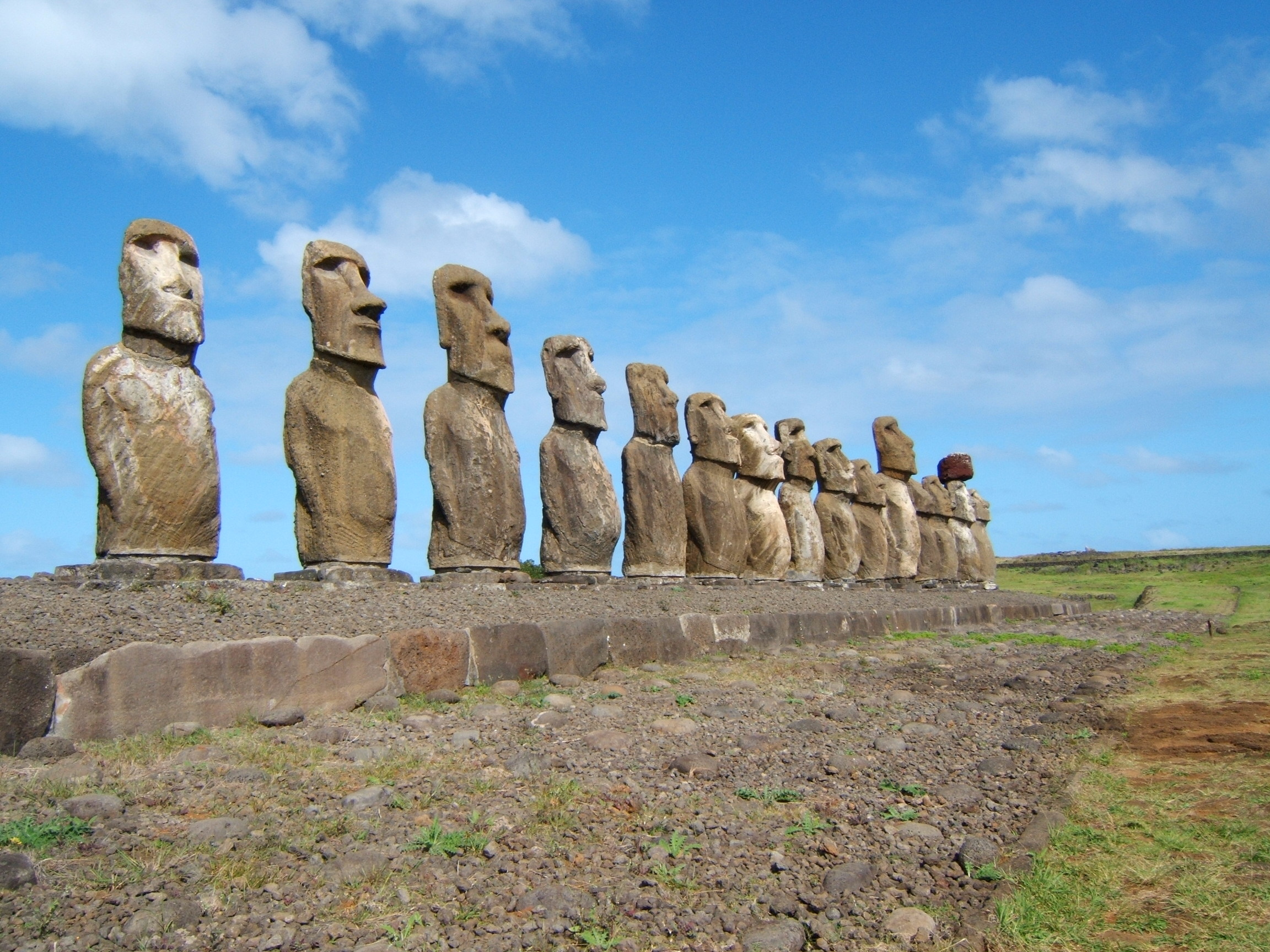
Аху Тонгарики

Более ранние моаи были установлены на церемониальных и погребальных платформах аху по периметру острова, или же просто на открытой местности. Возможно, что транспортировка некоторых статуй так и не завершилась. Аху сейчас насчитывают 255 штук. Имея длину от нескольких метров до 160 м, они могли вмещать от одной маленькой статуи до внушительного ряда гигантов. На самой большой из них, аху Тонгарики, установлено 15 моаи. На аху было установлено меньше пятой части всех статуй. В отличие от статуй из Рано Рараку, взгляд которых направлен вниз по склону, моаи на аху смотрят вглубь острова, а точнее — на когда-то стоявшую перед ними деревню. Исключением являются статуи аху А-киви, которое расположено в глубине острова. Эти моаи смотрят в сторону океана. Не все моаи, установленные на аху, снабжались красными (изначально чёрными) цилиндрами пукао. Их изготовляли только там, где на близлежащих вулканах имелись залежи пемзы.
Многие разбитые и целые статуи оказались внутри платформ при их перестройках. Многие, видимо, ещё находятся погребёнными в земле. 
Почти половина или 45 % всех моаи (394 или 397) так и осталась в Рано Рараку. Часть не вырубили полностью или же они изначально должны были оставаться в таком положении, а другие установили на выложенные камнем площадки на внешнем и внутреннем склонах кратера. Причём 117 из них стоят на внутреннем склоне. Раньше считалось, что все эти моаи остались незавершёнными или их и не успели отправить в другое место. Сейчас предполагают, что они и были предназначены для этого места и им не собирались делать глаза. Позже эти статуи оказались погребены делювием со склона вулкана.
В середине XIX века все моаи за пределами Рано Рараку и многие в каменоломне были опрокинуты или же упали по естественным причинам (землетрясения, удары цунами). 
Сейчас около 50 статуй восстановлены на церемониальных площадках или в музеях в других местах. Кроме того, сейчас одна статуя имеет глаза, так как было установлено, что в глубоких глазницах моаи некогда были вставки из белого коралла и чёрного обсидиана, последний мог заменяться чёрной, но затем покрасневшей пемзой.

## Художественный стиль

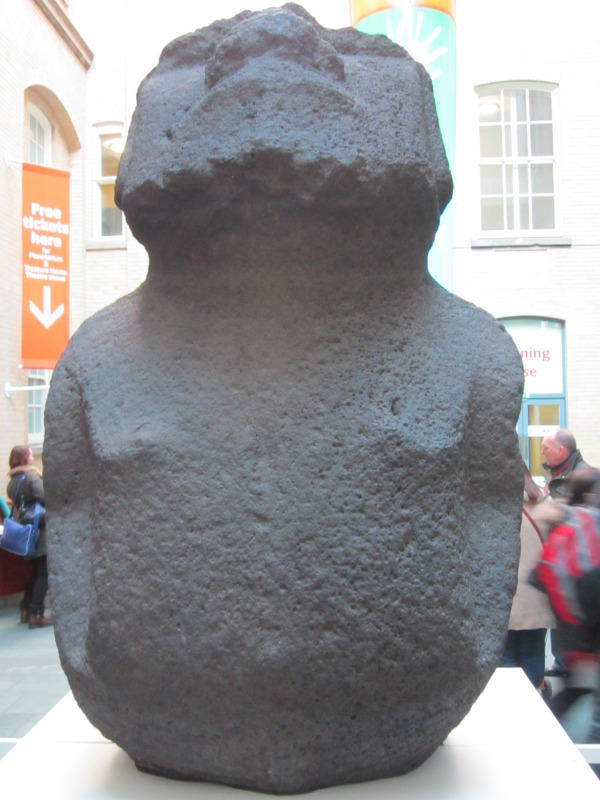
Базальтовая статуя раннего периода, моаи Хава, из Британского музея на экспозиции в Ливерпуле

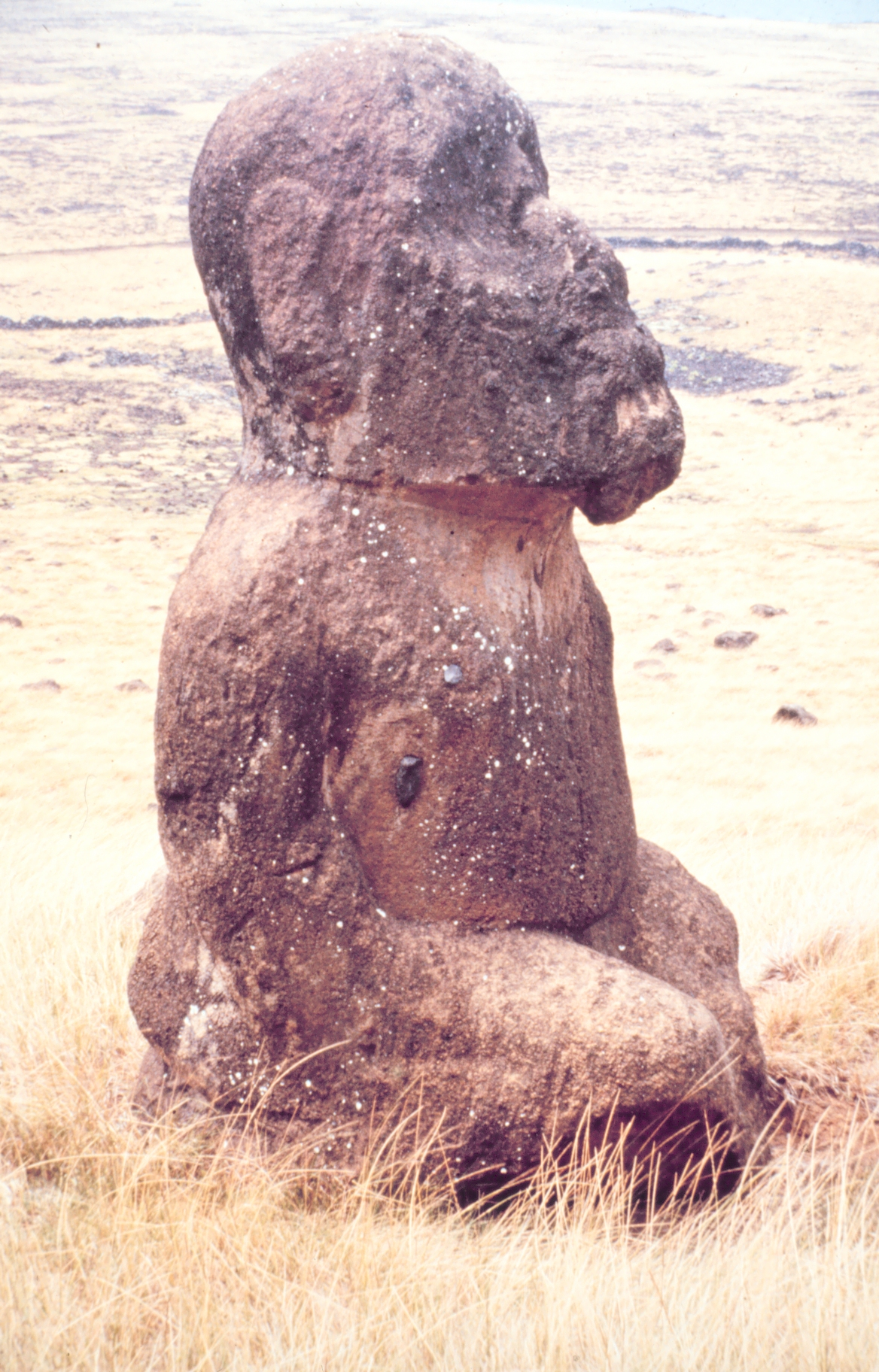
Моаи раннего периода

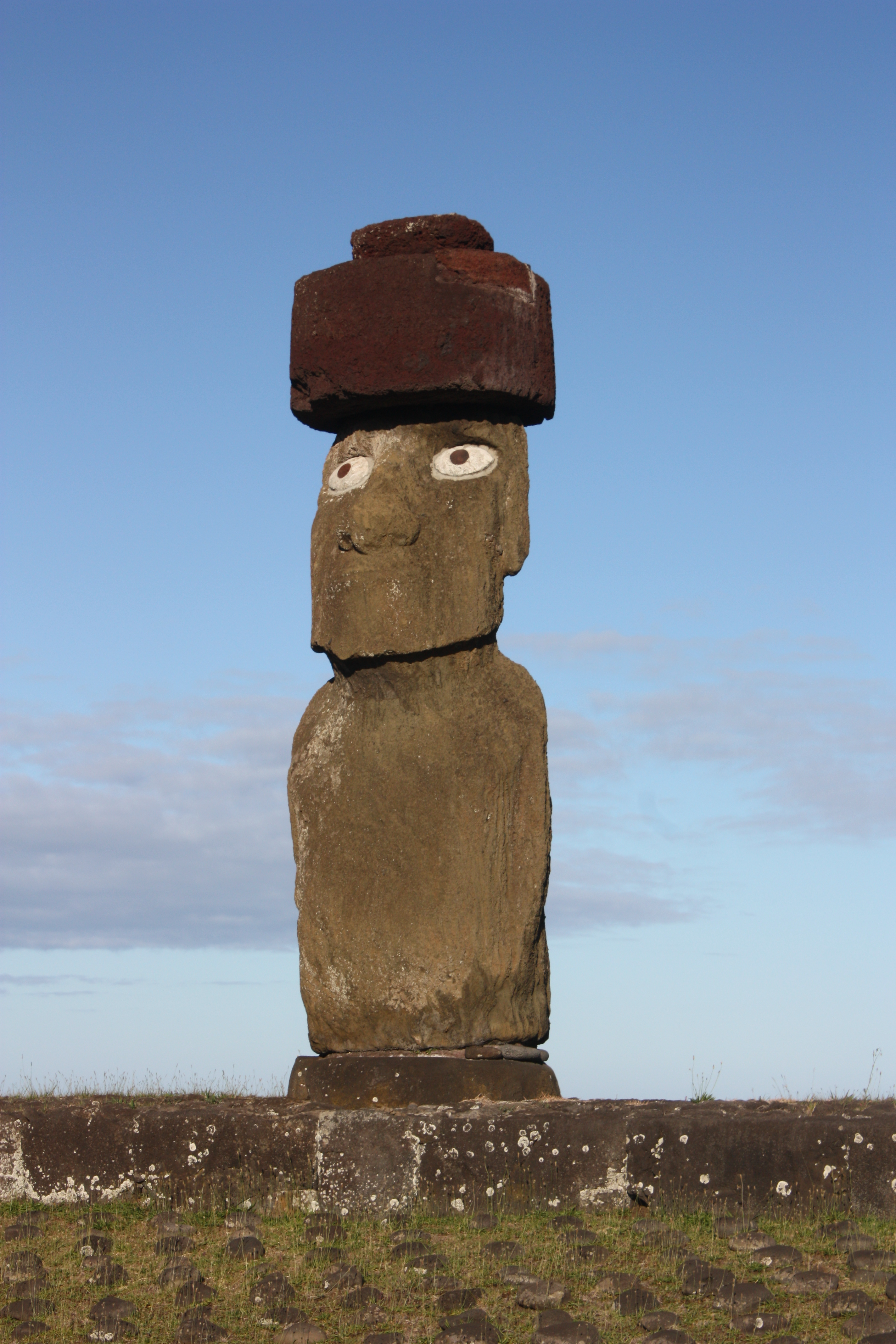
Статуя среднего периода с реконструированными глазами.

Общеизвестный стиль статуй Среднего периода истории острова Пасхи появился не сразу. Ему предшествовали стили монументов Раннего периода, которые подразделяют на четыре типа.
- Тип 1 — четырёхгранные, иногда сплюснутые каменные головы прямоугольного сечения. Туловища нет. Материал — желтовато-серый туф Рано Рараку.
- Тип 2 — длинные столбы прямоугольного сечения с изображением малореалистичной фигуры в полный рост и непропорционально короткими ногами. Найден только один завершённый образец на аху Винапа, первоначально двуглавый. Два других незаконченных — в карьерах Туу-Тапу. Материал — красная пемза.
- Тип 3 — единственный экземпляр реалистичной коленопреклонённой фигуры из туфа Рано Рараку.[15] Найдена там же, в отвалах древнейших карьеров.
- Тип 4 — представлен большим количеством торсов, прототипов статуй Среднего периода. Изготовлены из твёрдого, плотного чёрного или серого базальта, из красноватой пемзы, из туфа Рано Рараку и муджиерита. Отличаются выпуклым и даже заострённым основанием. То есть они не предназначались для установки на постаменты. Их вкапывали в землю. Они не имели отдельного пукао и удлинённых мочек ушей. Три прекрасных образца из твёрдого базальта и муджиерита были вывезены и находятся в Британском музее в Лондоне, в Музее Отаго в Данидине и в брюссельском Музее пятидесятилетия.[16]

Статуи Среднего периода являются усовершенствованным вариантом менее крупных статуй предшествующего периода. Вопреки расхожему мнению, лица, воспроизведённые на них, не европейские, а чисто полинезийские. Излишне вытянутые головы появились благодаря непропорциональному растягиванию поздних монументов в погоне за всё большей высотой. При этом всё равно отношение длины к ширине носа (снизу) осталось «азиатским».
Начиная с Хоа Хакананаиа, также некоторые статуи Среднего периода покрывались резьбой. Она включает maro — изображение на спине, напоминающее набедренную повязку, дополненную кругом и м-образной фигурой. Пасхальцы трактуют этот рисунок как «солнце, радуга и дождь». Это стандартные для статуй элементы. Другие рисунки более разнообразны. На передней стороне может быть что-то похожее на воротник, хотя, конечно, фигуры обнажены. Хоа Хакананаиа сзади имеет также изображения вёсел «ао», вульв, птицы и двух птицечеловеков. Считают, что изображения, относящиеся к культу птицечеловека, появились уже в Среднем периоде. Одна статуя со склона Рано Рараку имеет на спине и груди изображения трёхмачтового камышового судна или, по другой версии, европейского корабля. Однако многие статуи могли не сохранить свои изображения из-за сильной эрозии мягкого камня. Изображения имелись и на некоторых цилиндрах пукао. Хоа Хакананаиа, кроме того, имела раскраску тёмно-бордовой и белой краской, которая была смыта при перемещении статуи в музей.

## История создания

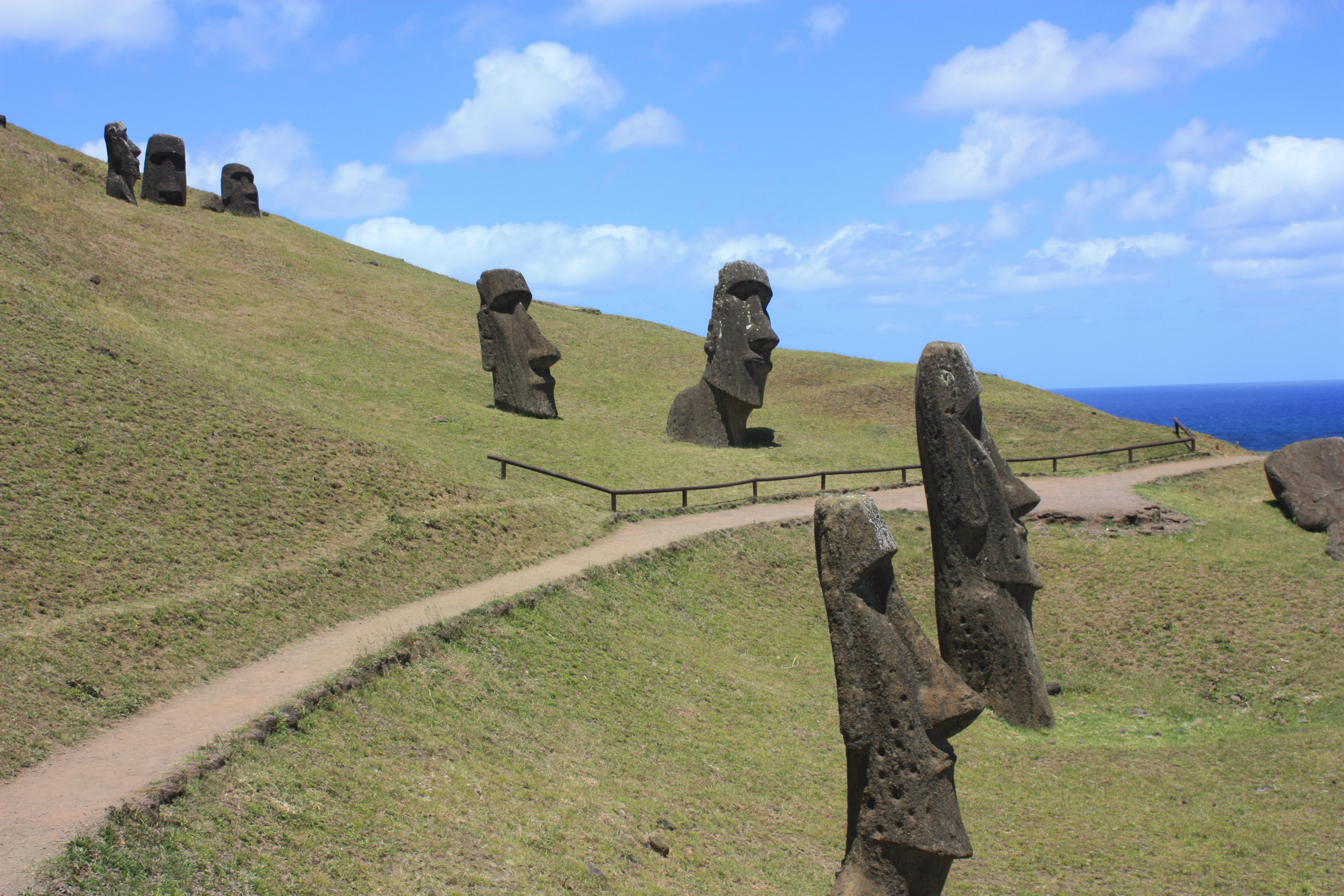
Позднейшие статуи Среднего периода

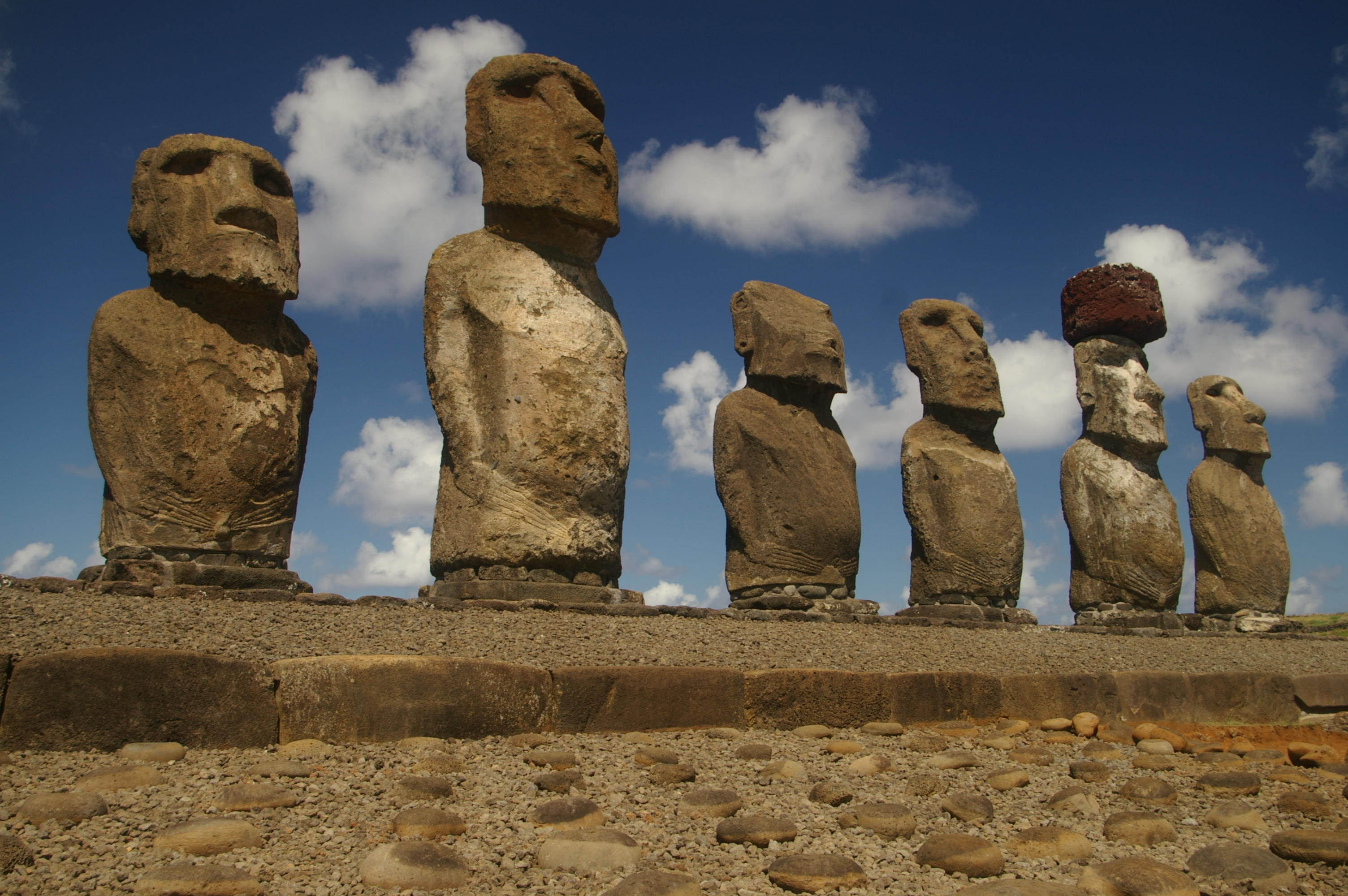
Моаи Аху Тонгарики

Очевидно, что изготовление и установка моаи было очень трудоёмким и затратным делом, и европейцы долго не могли понять, кто изготавливал статуи, каким инструментом и как они перемещались.
Легенды острова говорят о вожде клана Хоту Мату’а, который покинул дом в поисках нового и нашёл остров Пасхи. Когда он умер, остров был поделён между шестью его сыновьями, а затем — между внуками и правнуками. Жители острова верят, что в статуях заключена сверхъестественная сила предков этого клана (мана). Концентрация маны приводит к хорошим урожаям, дождям и процветанию. Эти легенды постоянно менялись и передавались по фрагментам, отчего точную историю восстановить трудно.
Среди исследователей наиболее широко была распространена теория о том, что моаи воздвигли поселенцы из островов Полинезии в XI веке. Моаи могли представлять умерших предков или придавать силу живущим вождям, а также быть символами кланов.
В 1955—1956 гг. путешественник Тур Хейердал организовал Норвежскую археологическую экспедицию на остров Пасхи. Одними из основных в проекте были эксперименты по высеканию, перетаскиванию и установлению статуй моаи. В итоге, тайна создания, перемещения и установки статуй была раскрыта: создателями моаи оказалось вымирающее туземное племя «длинноухих», получившее своё название потому, что у них был обычай удлинять мочки ушей при помощи тяжелых украшений, которое веками сохраняло секрет создания статуй в тайне от основного населения острова — племени «короткоухих». В результате этой секретности короткоухие окружили статуи мистическими суевериями, которые долгое время вводили европейцев в заблуждение. Хейердал усматривал в стиле статуй и некоторых других произведений островитян сходство с южноамериканскими мотивами. Он объяснял это влиянием культуры перуанских индейцев или даже происхождением «длинноухих» от перуанцев. По просьбе Тура Хейердала, группа из последних живущих на острове «длинноухих» под руководством Педро Атана, лидера клана, воспроизвела все этапы изготовления статуй в каменоломне (вытёсывая их каменными молотками), переместила готовую 12-тонную статую к месту установки (в положении лёжа, волоком, используя большую толпу помощников) и установила на ноги с помощью хитроумного приспособления из камней, подкладываемых под основание, и трёх бревен, используемых как рычаги. На вопрос, почему они об этом не говорили европейским исследователям ранее, их предводитель ответил, что «раньше никто об этом не спрашивал меня». Туземцы — участники эксперимента — сообщили, что уже несколько поколений никто не изготавливал и не устанавливал статуй, но с раннего детства их учили старшие, изустно рассказывая, как это делать, и заставляя повторять рассказанное, пока не убеждались, что дети точно запомнили всё.
Одним из ключевых вопросов был инструмент изготовления; оказалось, что во время изготовления статуй одновременно идёт изготовление запаса каменных молотков. Статуя буквально выкалывается ими из породы частыми ударами, при этом каменные молотки разрушаются одновременно с породой и непрерывно заменяются на новые.
Оставалось загадкой, почему «короткоухие» рассказывают в своих легендах, что статуи к местам установки «приходили» в вертикальном положении. Чешский исследователь Павел Павел выдвинул гипотезу, что моаи «ходили» перекантовываясь, и в 1986 году совместно с Туром Хейердалом поставил дополнительный эксперимент, в котором группа из 17 человек с верёвками достаточно быстро перемещала 10-тонную статую в вертикальном положении. Антропологи повторили эксперимент в 2012 году, сняв его на видео.
Существует гипотеза, согласно которой древние полинезийцы воздвигали моаи, поскольку верили, что те помогают сохранить плодородие земли. В публикации 2019 года, содержавшей результаты анализа почв вокруг двух скальных монолитов у подножия вулкана Рано Рараку, из которых были вырублены большинство моаи, указывается, что эти почвы, наиболее плодородные на острове, несут следы сельскохозяйственного культивирования. По словам одной из авторов исследования, плодородию способствовало постоянное насыщение почв частицами пород из каменоломен Рано Рараку.

## Пожар и повреждения 2022 года
В октябре 2022 года в национальном парке Рапануи в зоне вулкана Рано Рараку начался пожар, который распространялся по большей части территории острова. Пожар удалось взять под контроль только спустя сутки, к этому времени он охватил не менее 100 гектаров, включая территорию, где расположены моаи. Материал статуй чувствителен к воздействию высоких температур и многие из них треснули. Некоторые статуи полностью обгорели и были повреждены безвозвратно.

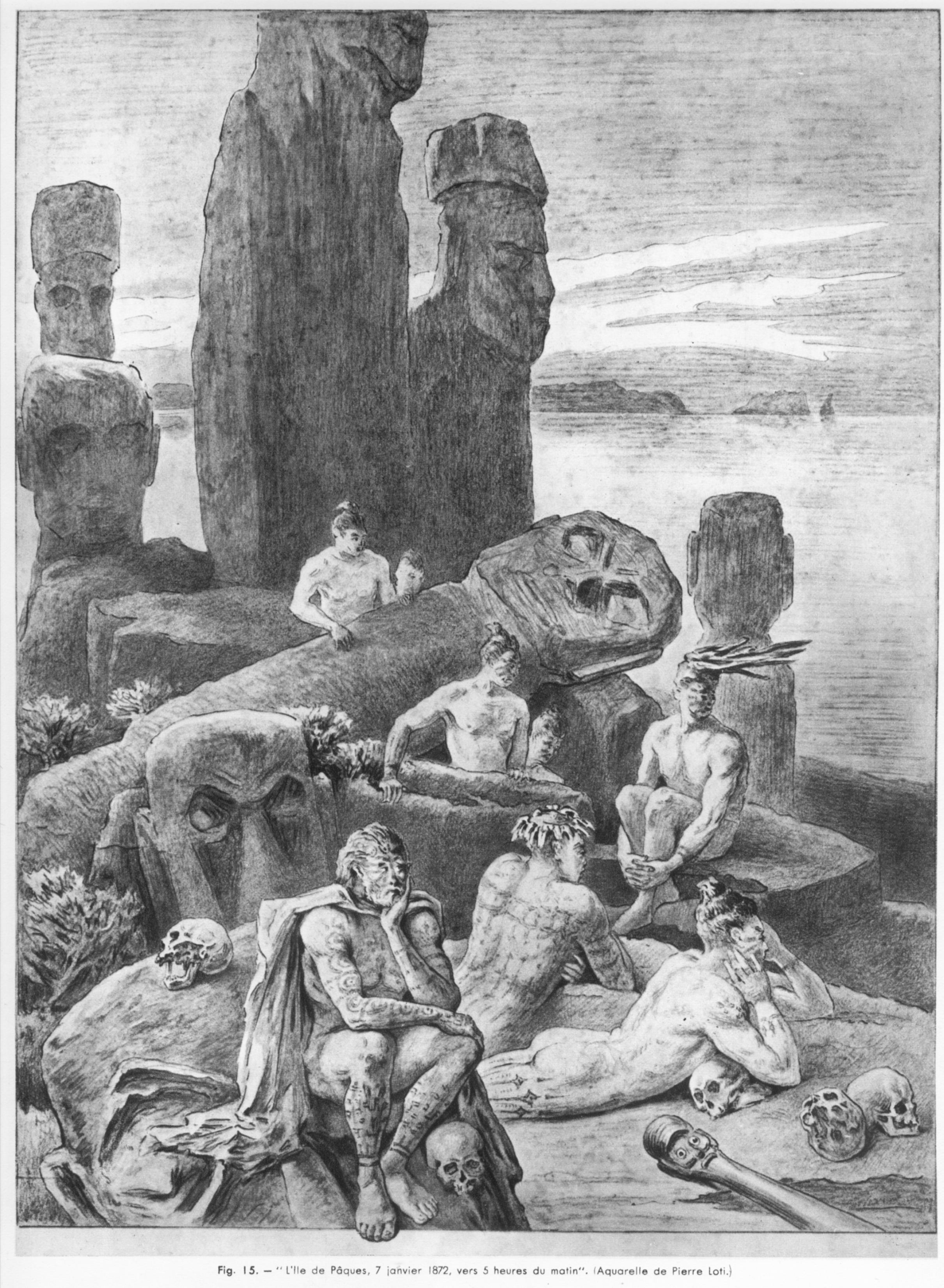
Акварельный рисунок, сделанный Пьером Лоти и посвящённый мисс Саре Бернар. Рисунок имеет надпись «Остров Пасхи 7 января 1872 года в примерно 5 часов утра: островитяне наблюдают за моим приплытием». На острове изображены моаи, черепа, уа (рапануйские дубины), а также сами рапануйцы

## Названия видов камня острова на местном языке
Породы выстроены в порядке убывания прочности.
1. Маеа матаа (рапан. маеа — камень, матаа — наконечник) — обсидиан.
2. Маеа ренго ренго — гальки халцедона и кремня.
3. Маеа невхиве — чёрный тяжёлый камень (чёрный гранит по У. Томсону), фактически это ксенолиты трахибазальта. Использовался для крупных рубил.
4. Маеа токи — базальтовые ксенолиты основных и ультраосновных пород, включённых в туфы и туфоконгломераты. Использовались для молотков и рубил.
5. Гавайитовые (андезитовые) базальтовые лавы и муджиерит (разновидность базальтовых туфов по Ф. П. Кренделеву); может быть, ещё трахит (это не базальт). Использовались для нескольких небольших статуй. Скорее всего, эти породы относятся к «маеа пупура» (см.4).
6. Маеа пупура — плитняк андезитовых базальтовых туфов, идущий на изготовление изгородей, стен домов и монументальных платформ аху.
7. Маеа матарики — крупноблочный тахилитовый туф или туффит и туф андезитовых базальтов, шли на изготовление основной массы статуй моаи. Размер блоков определял размер статуи.
8. Кирикири-теа — мягкий серый базальтовый туф, использовался для изготовление краски.
9. Маеа хане-хане — чёрная, затем краснеющая базальтовая пемза, шедшая на причёски пукао, некоторые статуи, в строительство, на краски и абразивы.
10. Пахоехое (таитян.) — пемзы андезитовых базальтов.[23]

## Моаи в интернет-культуре
В 2010 году моаи были включены как эмодзи (🗿) в Юникод версии 6.0 под кодом U+1F5FF.
В 2020 году эмодзи стало очень часто использоваться в интернет-мемах. Статуи в этом случае буквально олицетворяют выражение «сидит с каменным лицом». Кажется, что моаи по сути близки к фейспалму, которым пользовались еще несколько лет назад, но эта реакция скорее нейтральная — просто молчаливое непонимание того, что происходит.

## В кино
- Рапа Нуи (фильм) (1994)